# Ludwig Heinrich von Nicolay

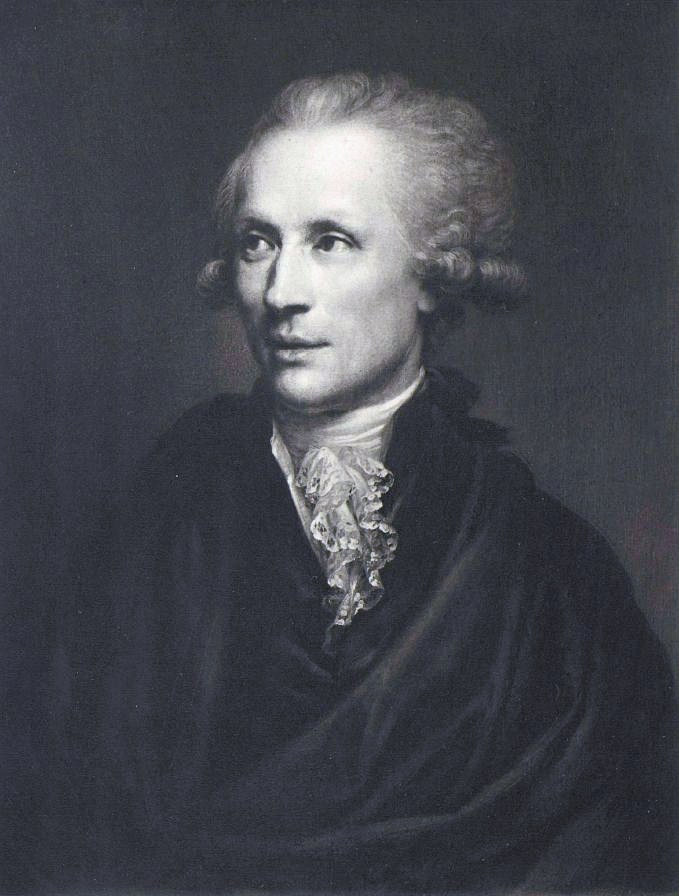
Ludwig Heinrich von Nicolay

Ludwig Heinrich von Nicolay (* 25. Dezember 1737 in Straßburg; † 18. November 1820 auf dem Landgut Monrepos bei Wyborg) war ein Lyriker und Präsident der russischen Akademie in Sankt Petersburg.

## Leben und Wirken
Nicolay war der Sohn des Straßburger Archivars Christoph Nicolay (1707–1763) und dessen Ehefrau Sophie-Charlotte Faber (1720–1746). Nach Beendigung seiner Schulzeit am evangelischen Gymnasium seiner Heimatstadt studierte Nicolay an der Universität Straßburg Philosophie und Jura. 1760 konnte er sein Studium erfolgreich mit einer Promotion in Jura abschließen.
Zusammen mit seinem Studienfreund Franz Hermann LaFermière (1737–1796) ging Nicolay nach Paris und machte dort schon bald die Bekanntschaft der Enzyklopädisten Denis Diderot und Jean Baptiste le Rond d’Alembert. Durch diese fanden die beiden auch Zutritt zu verschiedenen Salons und Nicolay machte dabei die Bekanntschaft mit Fürst Dmitri Michailowitsch Golizyn, der ihn schon bald als Privatsekretär engagierte. Als sein Arbeitgeber zaristischer Botschafter in Wien wurde, begleitete Nicolay ihn und lernte dort u. a. Pietro Metastasio und Christoph Willibald Gluck kennen.
Zwischen 1763 und 1765 lebte und wirkte Nicolay wieder in Straßburg und lehrte als Privatdozent an der Universität Logik und Metaphysik. Einer seiner Schüler war Graf Andreas Rasumofsky, den Nicolay als eine Art Präzeptor auf dessen Kavalierstour durch nahezu ganz Europa begleitete.
1769 nahm Nicolay eine Anstellung am Hof in St. Petersburg an und wurde Erzieher von Großfürst Paul, dem späteren Zar Paul. Parallel dazu fungierte er ab 1770 auch als Sekretär seines Schülers und begleitete diesen auf dessen Reisen nach Paris, Wien und Versailles. Lange Zeit hielten sich Lehrer und Schüler aber auch auf dem Sommersitz der Zarenfamilie Gattschina auf.
Als Großfürst Paul nach dem Tod der Zarin Katharina II. die Regierung übernahm, verlieh er seinem Freund und Lehrer Nicolay den Freiherrntitel (verbunden mit den Einkünften aus dem Dorf Tambow) und holte ihn in seinen Kabinettsrat. Als solcher berief man Nicolay 1798 zum Präsidenten der Russischen Akademie der Wissenschaften.

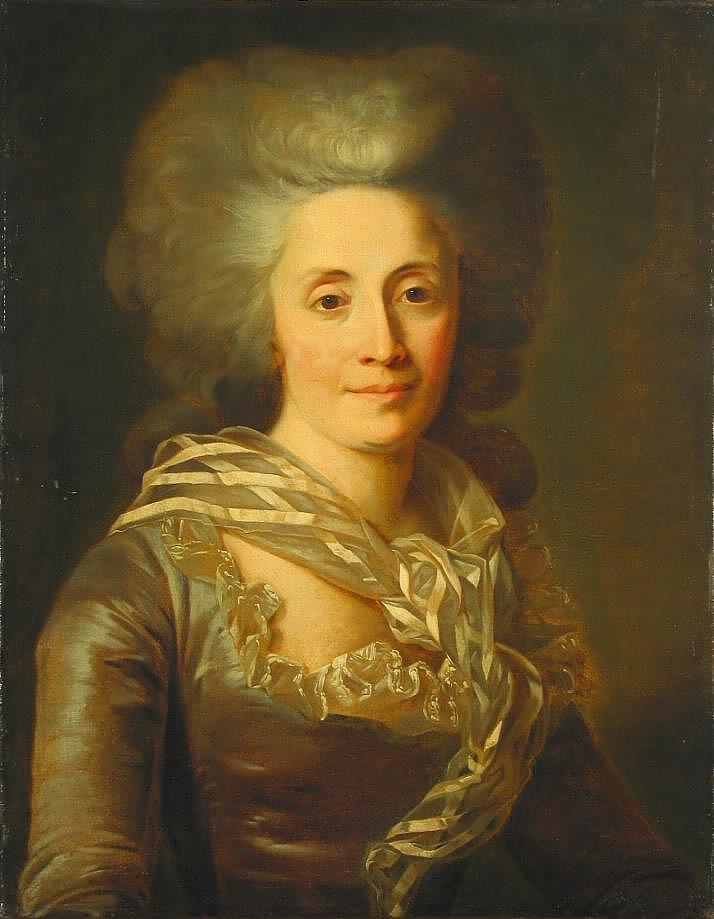
Baroness Johanna Margarethe von Nicolay, geb. Poggenpohl

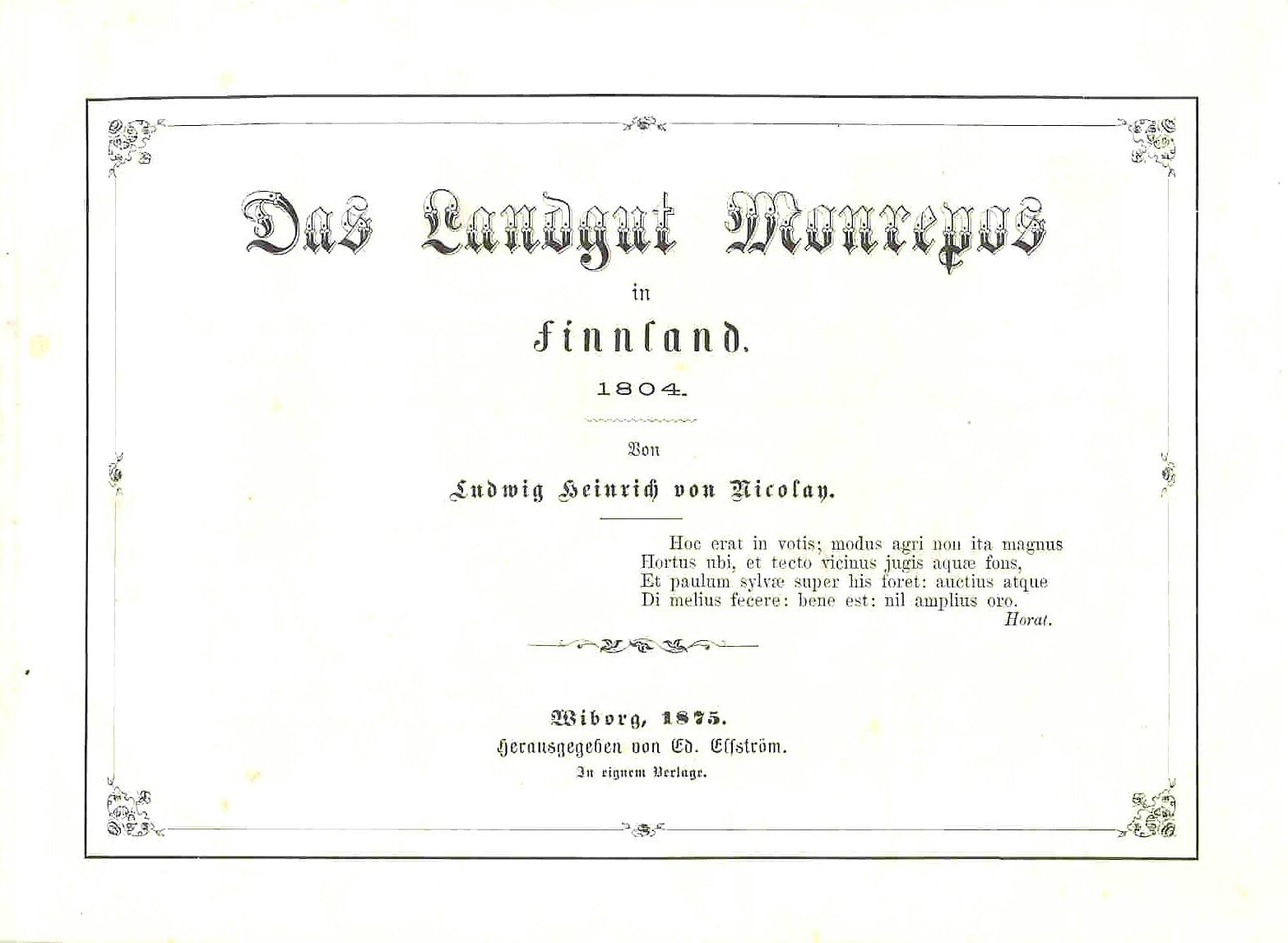
Monrepos

Zwischen 1798 und 1803 wurde durch Nicolay die Akademie umstrukturiert, mit einem regelmäßigen Etat ausgestattet und vor allem den aufklärerischen Ideen geöffnet. Nicolay stand zeit seines Lebens mit wichtigen Aufklärern in regem brieflichem Austausch: den Schriftstellern Johann Baptist von Alxinger, Friedrich Nicolai, Gottlieb Konrad Pfeffel, Karl Wilhelm Ramler, Johann Georg Schlosser und Friedrich Leopold zu Stolberg-Stolberg.
Nicolays literarisches Schaffen reichte von der Lyrik bis zur Tragödie. Seine dramatischen Dichtungen sind der Anakreontik verbunden und wurden u. a. von Christian Fürchtegott Gellert geschätzt. Nicolay konnte mit den literarischen Strömungen des Sturm und Drang und der Romantik wenig anfangen. Er orientierte sich eher an Autoren wie Horaz, Ovid, Properz und Albius Tibullus; auch der Renaissance und deren Vertretern Ludovico Ariosto, Francesco Petrarca und Bernardo Tasso eiferte er nach.
Nicolay heiratete in Sankt Petersburg Johanna Margarethe Poggenpohl, die Tochter eines deutschen Bankiers. Mit ihr hatte er seinen Sohn, der zu Ehren Zar Pauls den gleichen Namen bekam. Baron Paul von Nicolay wurde später zaristischer Botschafter in Kopenhagen und heiratete die Prinzessin Alexandrine de Broglie.
Nachdem Zar Paul 1801 ermordet worden war, wurde Nicolay seiner Ämter enthoben. 1803 zog er sich mit seiner Familie auf sein Landgut Monrepos bei Wyborg zurück. Sein Leben dort beschrieb er 1804 ausführlich in seinem Gedicht Das Landgut Monrepos in Finnland. Zarin Maria Fjodorowna stellte Nicolay die umfangreiche Bibliothek seines verstorbenen Freundes LaFermière auf seinem Landgut zur Verfügung.
Im Alter von beinahe 83 Jahren starb Ludwig Heinrich von Nicolay am 18. November 1820 auf seinem Landgut.

## Werke
- Galvine (1773), Digitalisat
- Alcinens Insel, (1778)
- Zerbin und Bella, (1779)
- Reinhold und Angelika, (1781–1784), Band 2
- Das Landgut Monrepos in Finnland, (1804)
- Athalia, Übersetzung von Racines Werk Digitalisat
- Die gelehrten Weiber Übersetzung von Molières Werk  Digitalisat

### Gesammelte Ausgaben
- Elegien und Briefe. Straßburg 1760, Digitalisat
- Verse und Prosa. Basel 1773 (2 Bde.) Band 1
- Vermischte Gedichte. Berlin 1778–1786 (9 Bde.) Band 3
- Vermischte Gedichte und prosaische Schriften. Berlin 1792–1810 (8 Bde.), Band 1, Band 2, Band 3, Band 4, Band 5, Band 6, Band 8
- Theatralische Werke. Königsberg 1811 (2 Bde.)
- Poetische Werke. Wien 1817 (4 Bde.) Band 2